# Nejvyšší lidové shromáždění
Nejvyšší lidové shromáždění (korejsky 최고인민회의 – Čhoigo Inmin huiui) je formální nejvyšší orgán zákonodárné moci v Korejské lidově demokratické republice. Jedná se o jednokomorový parlament s 687 poslanci s pětiletým mandátem. Je popsán v 87.-99. odstavci severokorejské ústavy a funguje od 2. září 1948.
Sídlí v budově Mansude v obvodě Čunggujŏk hlavního severokorejského města Pchjongjangu.
Přes šest set mandátů v parlamentě drží Korejská strana práce, výrazně menší počty mandátů mají Sociálně demokratická strana Koreje a Čeondoistická strana Ch'ŏngu. Společně jsou součástí koalice Jednotná demokratická vlastenecká fronta pro sjednocení země.